# Parc provincial Wasaga Beach
Le parc provincial Wasaga Beach (en anglais : Wasaga Beach Provincial Park) est un parc provincial situé dans la ville de Wasaga Beach, en Ontario (Canada). Avec une fréquentation de plus de 1,2 million de visiteurs, il s'agit du parc fédéral ou provincial le plus visité de la province pour sa plage et sa proximité avec Toronto.

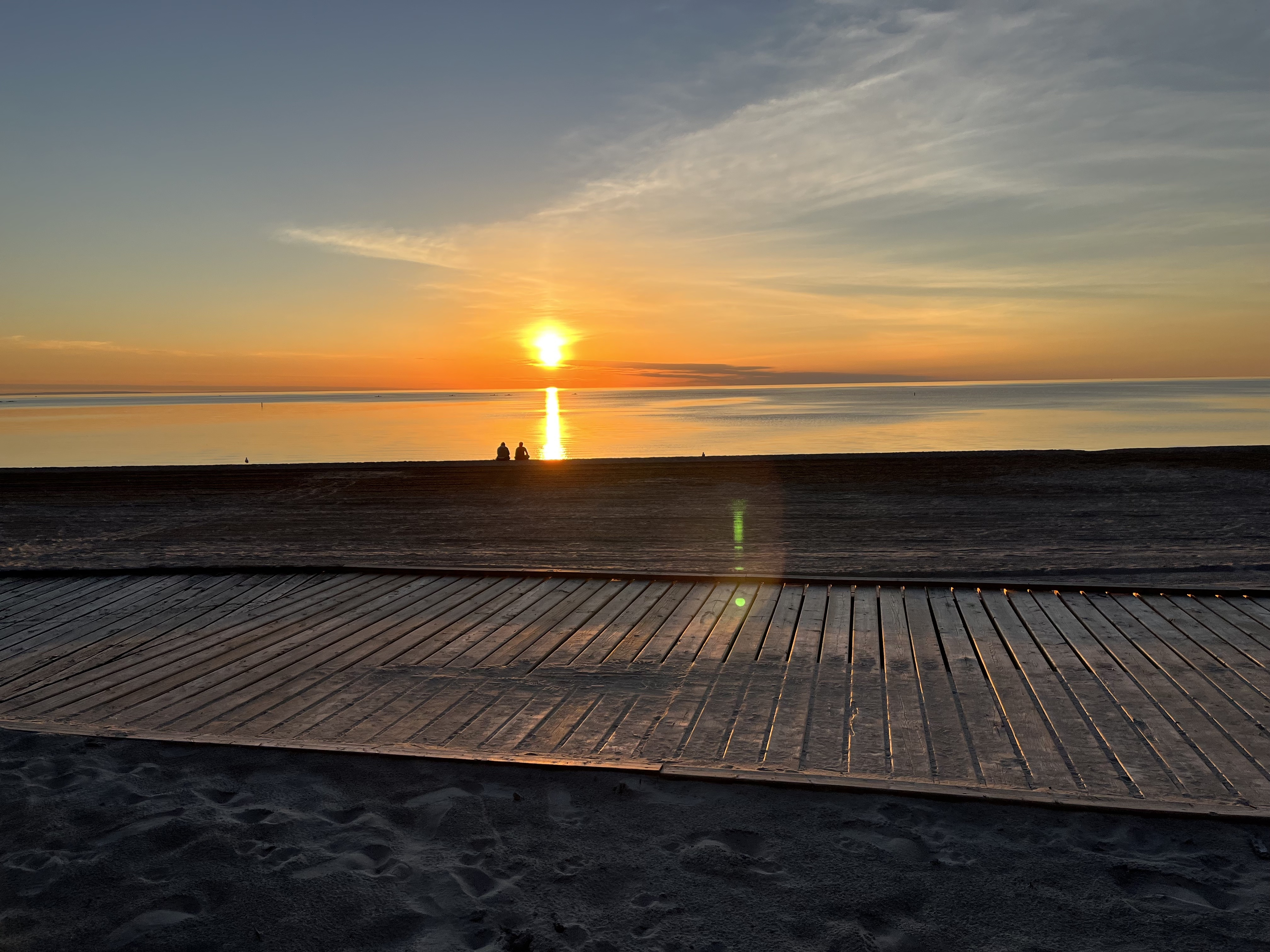
Coucher de soleil à Wasaga Beach